# Meistriliiga 2022
Die Meistriliiga 2022, offiziell A. Le Coq Premium liiga, war die 32. Spielzeit der höchsten estnischen Fußball-Spielklasse der Herren. Sie begann am 1. März 2022 und endete am 12. November 2022.
Titelverteidiger war der FCI Levadia Tallinn. Aufsteiger aus der Esiliiga war der Zweitligameister JK Tallinna Kalev.

## Modus
Die Liga umfasste wie in der Vorsaison zehn Teams. Man kehrte zum alten Modus zurück, bei dem alle Mannschaften jeweils viermal an 36 Spieltagen gegeneinander um die Meisterschaft spielen. Das Team auf dem letzten Platz steigt direkt ab, das Team auf dem vorletzten Rang spielt in der Relegation gegen den Abstieg.

## Teilnehmer
| Verein              | Stadt         | Stadion                  | Kapazität |
| ------------------- | ------------- | ------------------------ | --------- |
| FC Flora Tallinn    | Tallinn       | A. Le Coq Arena          | 14.3360   |
| FC Levadia Tallinn  | Tallinn       | A. Le Coq Arena          | 14.3360   |
| JK Tallinna Kalev   | Tallinn       | Kalevi Keskstaadion      | 11.500    |
| Tallinna JK Legion  | Tallinn       | Kadrioru staadion        | 5.000     |
| JK Vaprus Pärnu     | Pärnu         | Kalevi Keskstaadion      | 1.501     |
| JK Tammeka Tartu    | Tartu         | Tamme staadion           | 1.600     |
| FC Kuressaare       | Kuressaare    | Kuressaare linnastaadion | 2.000     |
| JK Trans Narva      | Narva         | Kalev FAMA Staadion      | 2.000     |
| FC Nõmme Kalju      | Tallinn-Nõmme | Hiiu staadion            | 0.500     |
| Paide Linnameeskond | Paide         | Paide linnastaadion      | 0.500     |

## Abschlusstabelle
| Pl.             | Verein                  | Sp. | S  | U  | N  | Tore    | Diff. | Punkte |
| --------------- | ----------------------- | --- | -- | -- | -- | ------- | ----- | ------ |
| 1.              | FC Flora Tallinn        | 36  | 31 | 4  | 1  | 094:210 | +73   | 97     |
| 2.              | FC Levadia Tallinn (M)  | 36  | 24 | 7  | 5  | 074:250 | +49   | 79     |
| 3.              | Paide Linnameeskond (P) | 36  | 19 | 8  | 9  | 084:370 | +47   | 65     |
| 4.              | FC Nõmme Kalju          | 36  | 19 | 8  | 9  | 059:300 | +29   | 65     |
| 5.              | FC Kuressaare           | 36  | 13 | 11 | 12 | 049:510 | −2    | 50     |
| 6.              | JK Tammeka Tartu        | 36  | 10 | 9  | 17 | 038:570 | −19   | 39     |
| 7.              | JK Trans Narva          | 36  | 10 | 8  | 18 | 043:580 | −15   | 38     |
| 8.              | JK Tallinna Kalev (N)   | 36  | 10 | 5  | 21 | 042:920 | −50   | 35     |
| 9.              | Tallinna JK Legion 1 2  | 36  | 6  | 8  | 22 | 034:820 | −48   | 22     |
| 10.             | JK Vaprus Pärnu 2       | 36  | 3  | 2  | 31 | 032:960 | −64   | 11     |
| Stand: Endstand |                         |     |    |    |    |         |       |        |

Platzierungskriterien: 1. Punkte – 2. weniger zugesprochene Siege – 3. Direkter Vergleich (Punkte, Tordifferenz, geschossene Tore) – 4. Siege – 5. Tordifferenz – 6. geschossene Tore – 7. Fair-Play
| (M) | amtierender Meister     |
| (P) | amtierender Pokalsieger |
| (N) | Neuling/Aufsteiger      |

## Kreuztabellen
| Hinrunde (Runden 1–18) | Hinrunde (Runden 1–18) | Hinrunde (Runden 1–18) | Hinrunde (Runden 1–18) | Hinrunde (Runden 1–18) | Hinrunde (Runden 1–18) | Hinrunde (Runden 1–18) | Hinrunde (Runden 1–18) | Hinrunde (Runden 1–18) | Hinrunde (Runden 1–18) | 2022                | Rückrunde (Runden 19–36) | Rückrunde (Runden 19–36) | Rückrunde (Runden 19–36) | Rückrunde (Runden 19–36) | Rückrunde (Runden 19–36) | Rückrunde (Runden 19–36) | Rückrunde (Runden 19–36) | Rückrunde (Runden 19–36) | Rückrunde (Runden 19–36) | Rückrunde (Runden 19–36) |
| ---------------------- | ---------------------- | ---------------------- | ---------------------- | ---------------------- | ---------------------- | ---------------------- | ---------------------- | ---------------------- | ---------------------- | ------------------- | ------------------------ | ------------------------ | ------------------------ | ------------------------ | ------------------------ | ------------------------ | ------------------------ | ------------------------ | ------------------------ | ------------------------ |
| FC Flora Tallinn       | Paide Linnameeskond    | FCI Levadia Tallinn    | FC Nõmme Kalju         | JK Tammeka Tartu       | JK Vaprus Pärnu        | Tallinna JK Legion     | JK Trans Narva         | FC Kuressaare          | JK Tallinna Kalev      | Verein              | FC Flora Tallinn         | Paide Linnameeskond      | FCI Levadia Tallinn      | FC Nõmme Kalju           | JK Tammeka Tartu         | JK Vaprus Pärnu          | Tallinna JK Legion       | JK Trans Narva           | FC Kuressaare            | JK Tallinna Kalev        |
| –                      | 0:0                    | 2:0                    | 2:0                    | 3:2                    | 6:1                    | 2:0                    | 1:0                    | 4:0                    | 7:1                    | FC Flora Tallinn    | –                        | 1:0                      | 2:1                      | 2:0                      | 1:0                      | 3:1                      | 4:1                      | 1:1                      | 2:1                      | 2:0                      |
| 1:2                    | –                      | 0:1                    | 2:3                    | 3:0                    | 6:2                    | 5:0                    | 4:2                    | 1:1                    | 7:0                    | Paide Linnameeskond | 1:2                      | –                        | 0:0                      | 1:0                      | 3:0                      | 4:2                      | 10:0                     | 2:0                      | 0:0                      | 1:2                      |
| 1:1                    | 1:0                    | –                      | 1:1                    | 4:0                    | 4:1                    | 2:0                    | 6:0                    | 1:0                    | 5:1                    | FC Levadia Tallinn  | 1:2                      | 1:2                      | –                        | 1:1                      | 1:0                      | 3:0                      | 3:0                      | 1:1                      | 2:3                      | 3:1                      |
| 1:2                    | 1:0                    | 0:1                    | –                      | 3:1                    | 2:0                    | 3:0                    | 3:0                    | 2:0                    | 2:1                    | JK Nõmme Kalju      | 1:0                      | 1:2                      | 0:1                      | –                        | 1:1                      | 4:0                      | 1:0                      | 1:1                      | 3:1                      | 6:0                      |
| 0:4                    | 1:3                    | 0:1                    | 1:1                    | –                      | 3:1                    | 1:4                    | 1:0                    | 1:0                    | 1:3                    | JK Tammeka Tartu    | 0:1                      | 1:1                      | 0:3                      | 3:0                      | –                        | 1:0                      | 2:0                      | 2:0                      | 1:1                      | 1:3                      |
| 0:2                    | 1:3                    | 0:8                    | 0:1                    | 1:2                    | –                      | 1:1                    | 3:5                    | 3:1                    | 3:1                    | JK Vaprus Pärnu     | 1:7                      | 1:2                      | 2:3                      | 0:3                      | 1:1                      | –                        | 0:1                      | 1:0                      | 0:1                      | 2:3                      |
| 0:7                    | 1:2                    | 1:3                    | 2:4                    | 1:1                    | 3:0                    | –                      | 0:2                    | 2:2                    | 1:1                    | Tallinna JK Legion  | 0:1                      | 1:1                      | 1:1                      | 1:2                      | 1:1                      | 2:1                      | –                        | 1:0                      | 3:2                      | 2:3                      |
| 0:3                    | 1:2                    | 0:1                    | 2:1                    | 0:2                    | 3:1                    | 6:1                    | –                      | 0:1                    | 5:0                    | JK Trans Narva      | 0:4                      | 1:1                      | 0:1                      | 0:0                      | 0:0                      | 1:0                      | 2:1                      | –                        | 2:2                      | 1:1                      |
| 0:3                    | 2:1                    | 1:1                    | 1:1                    | 3:0                    | 3:2                    | 1:0                    | 1:2                    | –                      | 1:0                    | FC Kuressaare       | 2:3                      | 3:3                      | 2:3                      | 0:0                      | 2:2                      | 1:0                      | 1:0                      | 3:1                      | –                        | 1:1                      |
| 2:4                    | 0:3                    | 0:1                    | 0:3                    | 1:0                    | 1:0                    | 2:2                    | 5:2                    | 0:3                    | –                      | JK Tallinna Kalev   | 1:1                      | 2:7                      | 0:3                      | 0:3                      | 2:5                      | 1:0                      | 2:0                      | 0:2                      | 1:2                      | –                        |

## Relegation
Der Neuntplatzierte der Meistriliiga traf auf den Zweitplatzierten der Esiliiga. Die Spiele fanden am 23. und 27. November 2022 statt.
|         | Gesamt |                    | Hinspiel | Rückspiel |
| ------- | ------ | ------------------ | -------- | --------- |
| FC Elva | 1:3    | Tallinna JK Legion | 0:3      | 1:0       |

- Trotz gewonnener Relegation spielt Tallinna JK Legion in der Esiliiga.[3]